# Scinax caldarum
A Scinax caldarum a kétéltűek (Amphibia) osztályának békák (Anura) rendjébe és a levelibéka-félék (Hylidae) családjába tartozó faj.

## Előfordulása
A faj Brazília endemikus faja. Természetes élőhelye a szubtrópusi vagy trópusi időszakosan nedves vagy elárasztott síkvidéki rétek, szubtrópusi vagy trópusi magashegyi rétek, édesvizű mocsarak, időszakos édesvizű mocsarak, legelők, kertek, pocsolyák, csatornák, árkok.